# Naib
Naib est un titre d’origine arabe (نائب, nāʾib), qui signifie adjoint ou vice- (par exemple vice-roi).
Ce titre a notamment été employé pour qualifier le dirigeant bedja de Massawa, en Érythrée, durant la période ottomane.
Sous la dynastie égyptienne des Mamelouks (1250–1517), ce titre est porté par le vice-sultan (en arabe : نائب السلطان, nāʾib al-sulṭān), qui officie comme tuteur et régent durant la minorité d'un sultan.
Actuellement, en arabe et en malais, ce mot équivaut au préfixe français vice-, et il entre dans des expressions comme vice-président (en arabe : نائب الرئيس, nāʾib al-raʾīs ; en malais : Naib Presiden), par exemple pour parler du vice-président des États-Unis.